# 亞當斯 (加利福尼亞州)
亞當斯（英語：Adams）是位於美國加利福尼亞州萊克縣的一個非建制地區。該地的面積和人口皆未知。

## 地理
亞當斯的座標為38°51′23″N 122°48′11″W / 38.85639°N 122.80306°W，而該地的平均海拔高度為858米（即2815英尺）。